# Automatischer Prüfplatz
Ein automatischer Prüfplatz (APrPl) ist eine Funktion einer Ortsvermittlungsstelle eines Telefonnetzes, mit deren Hilfe ein beim Kunden anwesender Techniker bestimmte eigentlich von der Vermittlungsstelle durchgeführte Tests eines Telefonanschlusses bzw. Telefons durchführen kann, ohne dass dazu ein zweiter Kollege bei der Vermittlungsstelle tätig werden muss.
Dazu wird der automatische Prüfplatz vom zu prüfenden Anschluss aus angerufen, gefolgt von der Nummer des zu prüfenden Anschlusses. Im Falle von analogen Vermittlungsstellen erfolgen nach Auflegen des Hörers wenige Sekunden dauernde Messungen der Fremdspannung und der Isolation. Anschließend wird der Anschluss zurückgerufen und je nach Ergebnis mit unterschiedlichen Hörtönen quittiert. Im Anschluss können weitere Tests durchgeführt werden, um Sprechkreis und Nummernschalter zu überprüfen.
Im Falle digitaler Vermittlungsstellen können Tests beispielsweise der Tastatur und des Gebührenanzeigers durchgeführt werden.

## Quelle
1. ↑  Torben Weibert: FAQ zum Automatischen Prüfplatz (APrPl)